# Leptogomphus divaricatus
Leptogomphus divaricatus är en trollsländeart som beskrevs av Chao 1984. Leptogomphus divaricatus ingår i släktet Leptogomphus och familjen flodtrollsländor. IUCN kategoriserar arten globalt som livskraftig. Inga underarter finns listade i Catalogue of Life.